# Huta Wielka
Huta Wielka (niem. Albrechtswalde) – wieś w Polsce położona w województwie warmińsko-mazurskim, w powiecie iławskim, w gminie Zalewo.
W latach 1975–1998 miejscowość administracyjnie należała do województwa olsztyńskiego.
Wieś wzmiankowana w dokumentach z roku 1714, jako wieś szlachecka na 6 włókach. W roku 1782 we wsi odnotowano cztery domy, natomiast w 1858 w 13 gospodarstwach domowych było 102 mieszkańców. W latach 1937–39 było 137x mieszkańców. W roku 1973 wieś należała do powiatu morąskiego, gmina Zalewo, poczta Boreczno.